# ダウラターバード

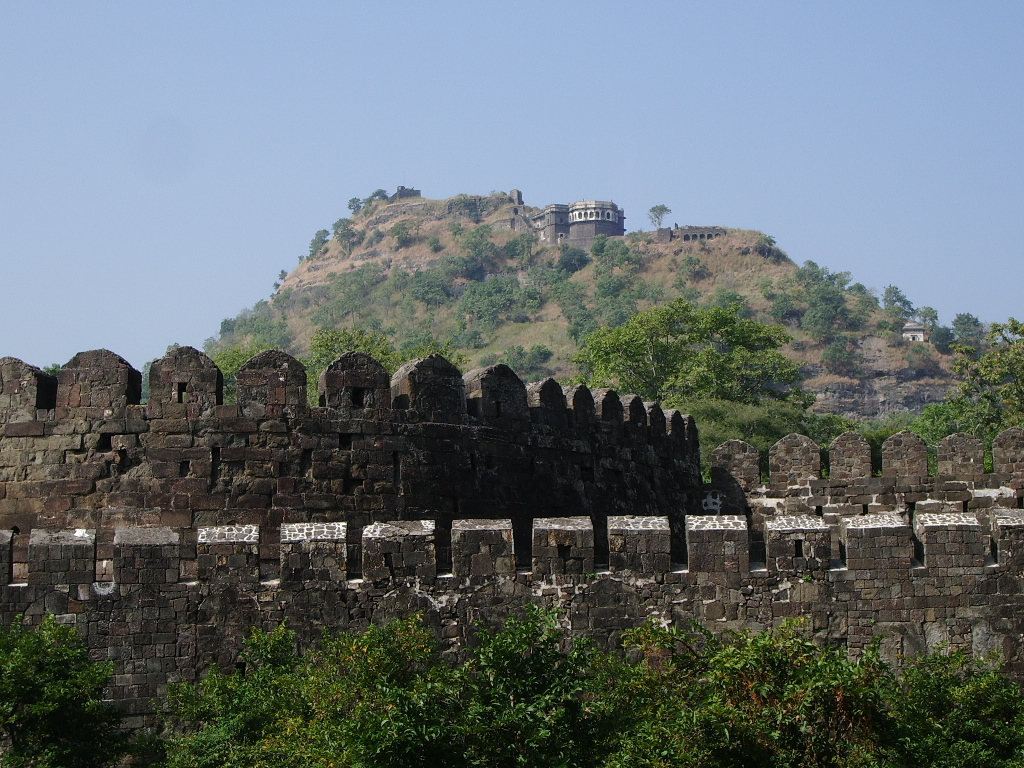
ダウラターバード要塞

ダウラターバード（英語：Daulatabad、マラーティー語：दौलताबाद、ペルシャ語：دولت آباد）は、インドのマハーラーシュトラ州の都市である。世界遺産アジャンター石窟、エローラ石窟群への観光基地としても知られるアウランガーバードの、北西13kmに位置する。

## 歴史
仏教徒によって紀元前1世紀頃に造られたとされる石窟が、ダウラターバードにも残っている事より、その頃から仏教徒を含む人々が定住していた可能性がある。
12世紀末、ヤーダヴァ朝のビッラマ5世は、王位継承問題で紛糾していたチャールキヤ朝との一連の戦役に勝利を収め、1147年にデーヴァギリ（現ダウラターバード）を首都として独立した。1294年、ヤーダヴァ朝は、ハルジー朝のアラー・ウッディーン・ハルジー（当時はアワド州長官）の侵攻を受けて敗北したため、次第にハルジー朝の属国と化してゆき、1317年に完全にハルジー朝に併合された。その後、1320年にハルジー朝の内紛を収拾したトゥグルク朝二代目のムハンマド・ビン・トゥグルクは、1327年に王朝の首都をデリーからデーヴァギリに遷すとともに、ダウラターバード（繁栄の町）と改名した（しかし様々な理由から、彼は再び首都をデリーに戻すことになった）。

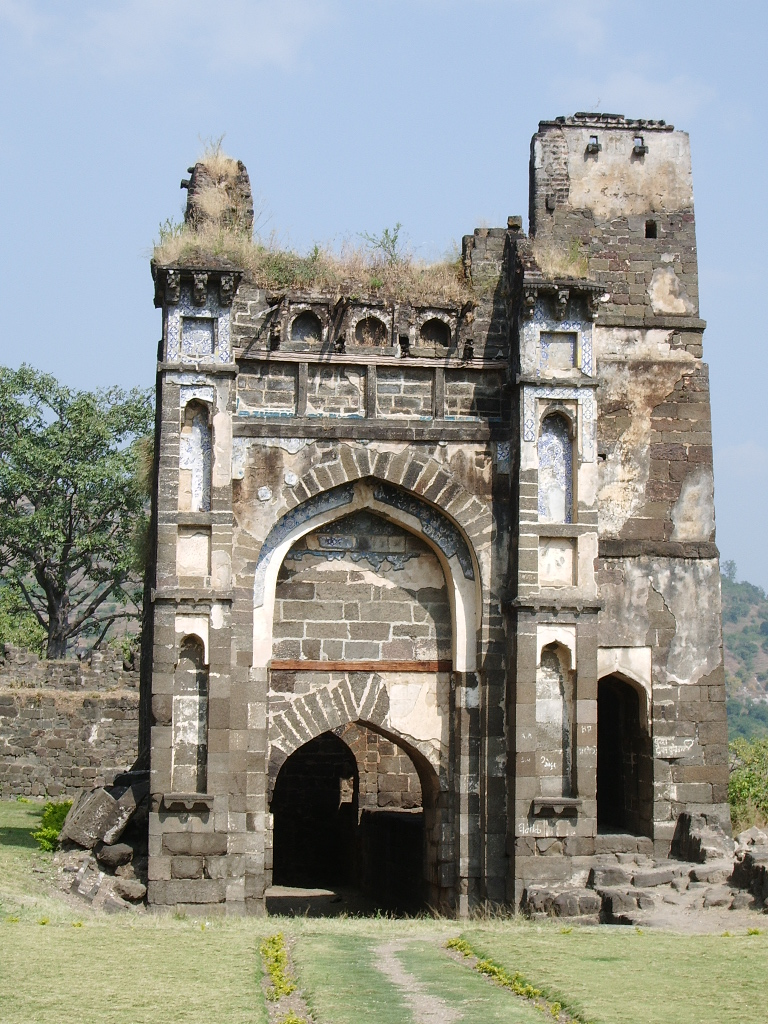
アブル・ハサン・クトゥブ・シャーが幽閉されたダウラターバード要塞の牢獄

ダウラターバードとなってからも、この都市は何度もその主を変えている。トゥグルク朝から独立したバフマニー朝が、その支配権をダウラターバードにも拡げたのを皮切りに、バフマニー朝分裂後の1499年にはアフマドナガル王国（ニザーム・シャーヒー朝）がこの都市を奪取し、1607年にその首都とした。この後、デカン高原の幾つかのスルターン朝とムガル帝国との間で戦争が繰り広げられていた1633年に、当時デカン方面戦役総督であったアウラングゼーブ指揮下のムガル帝国軍との4ヶ月にもわたる包囲攻城戦のすえ、ダウラターバード要塞は陥落した。
その後、ムガル帝国の支配下に入ったダウラターバードは、ビジャープルやゴールコンダ方面戦役の基地として用いられた。ゴールコンダを拠点として栄えたゴールコンダ王国最後の王アブル・ハサン・クトゥブ・シャーは、ムガル帝国軍に敗れた後、ダウラターバード要塞内の牢獄に幽閉され、そこで息をひきとっている。1724年以降は、ニザーム王国がこの都市の支配権を握っていた。
近年の発掘調査により、要塞の下層からさらに古い都市の遺跡が発見されている。そして幾つかの異なる文化や宗教活動が、ダウラターバードで展開されていた事が明らかとなってきている。

## ダウラターバード要塞

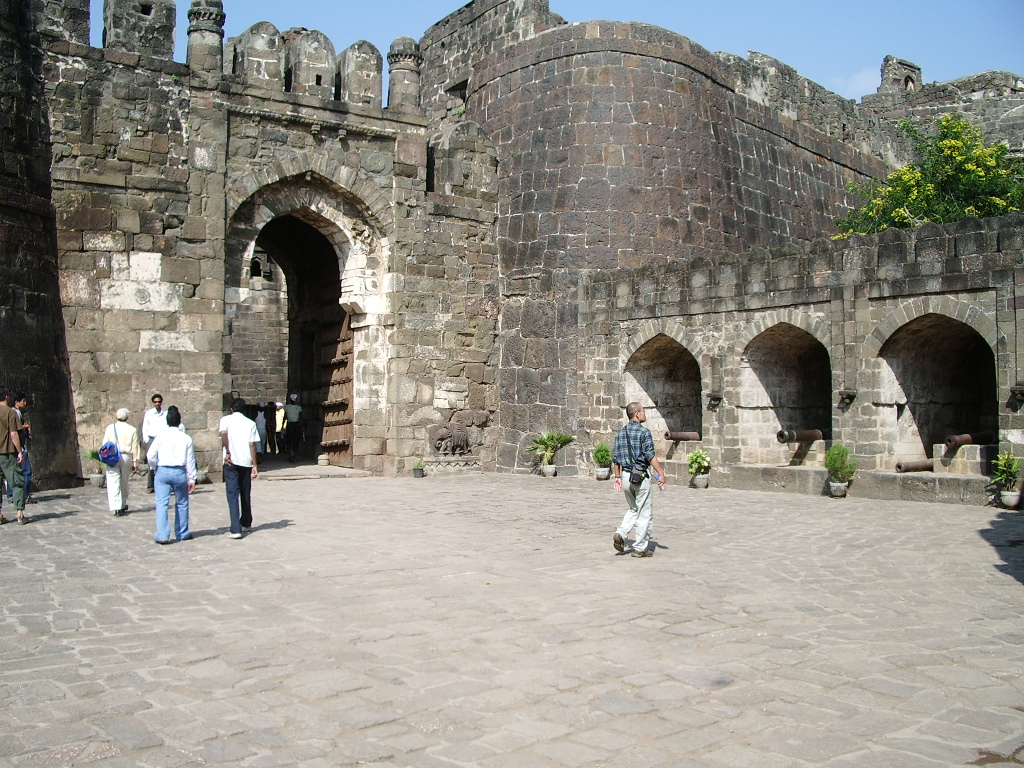
ダウラターバード要塞の城門

高さ200メートルの円錐状の丘の上に築かれたダウラターバード要塞は、中世インドで最強の要塞の一つであった。今なお、見る者を圧倒する景観を保っている。城壁を含めた要塞の総面積は、およそ62.7ヘクタールにも及んでいる。要塞が聳える硬い岩の丘は、その緩やかな斜面部を削り取って造られた強固な防御用断崖と深い水堀を持ち、その周囲は三重の城壁で囲まれている。防御用断崖と水堀は、二人がやっと並んで歩けるほど狭い幅の革でできた巻き上げ式の吊り橋によって連絡されており（現在は鉄筋製）、この吊り橋を巻き上げることにより攻城軍の侵入を防ぐ事ができた。城壁は、鉄鋲で強化された堅い門と巨大な稜堡で強固に武装化されている。要塞内には貯水池があり、その幾つかは乾季でも水が涸れる事の無いように、外部の山岳地帯にある巨大な貯水池から水力学を応用して水を引けるようになっていた。
次世代に引き継がれ、あるいは引き継いだ王朝が変わるごとに、ダウラターバード要塞は拡張され、幾つかの構造物が加えられてきた。今日、ダウラターバード要塞は、堀や武装化城壁に加えて、階段状城壁、宮廷邸宅、寺院、チャーンド・ミーナール（1447年に建てられた4つの階よりなる光塔で、高さは30m、基部周囲21mある。当時は、光沢のあるタイルと彫刻で覆われており、まさに光り輝く塔だったと伝えられている）、大広間、暗黒通路（要塞本丸内の曲がりくねった暗闇の通路で、攻城軍を滅ぼす様々な恐ろしい仕掛けを持っている。これまでに突破できた軍勢は、未だかつてない）。そして、岩をくりぬいたままで未完成の石窟も、いくつか発見されている。

## ギャラリー

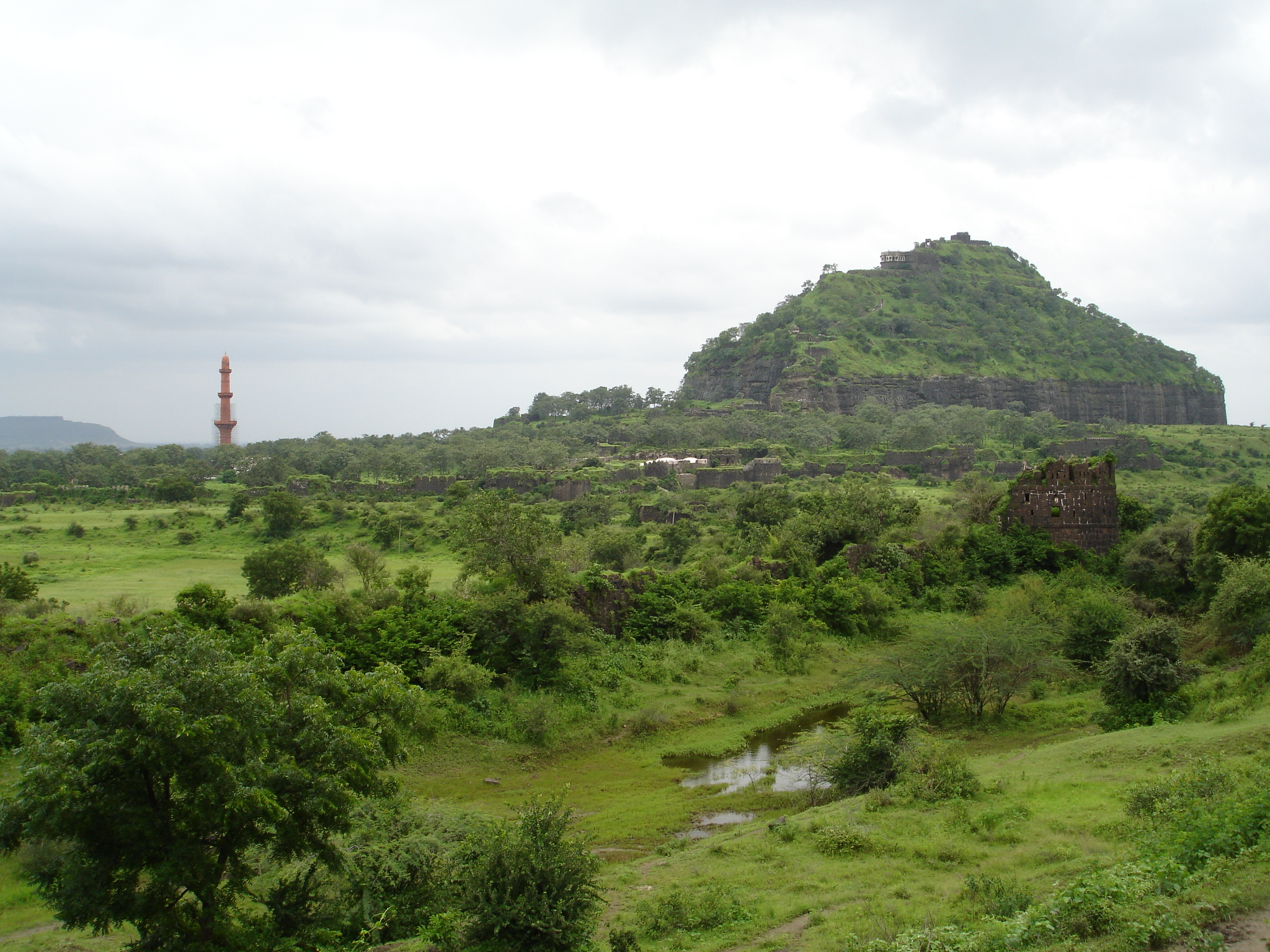
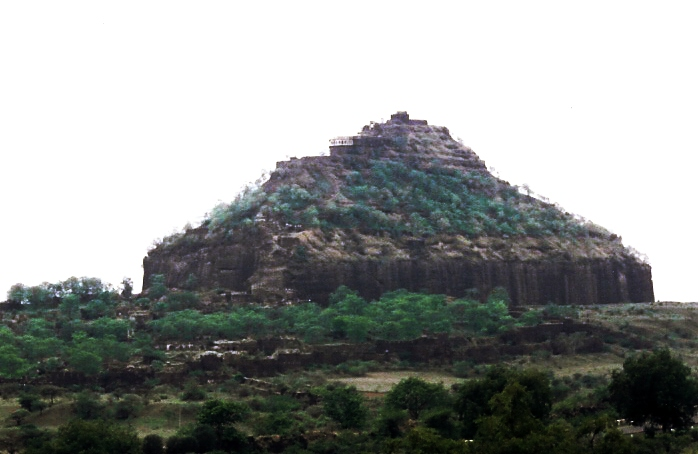
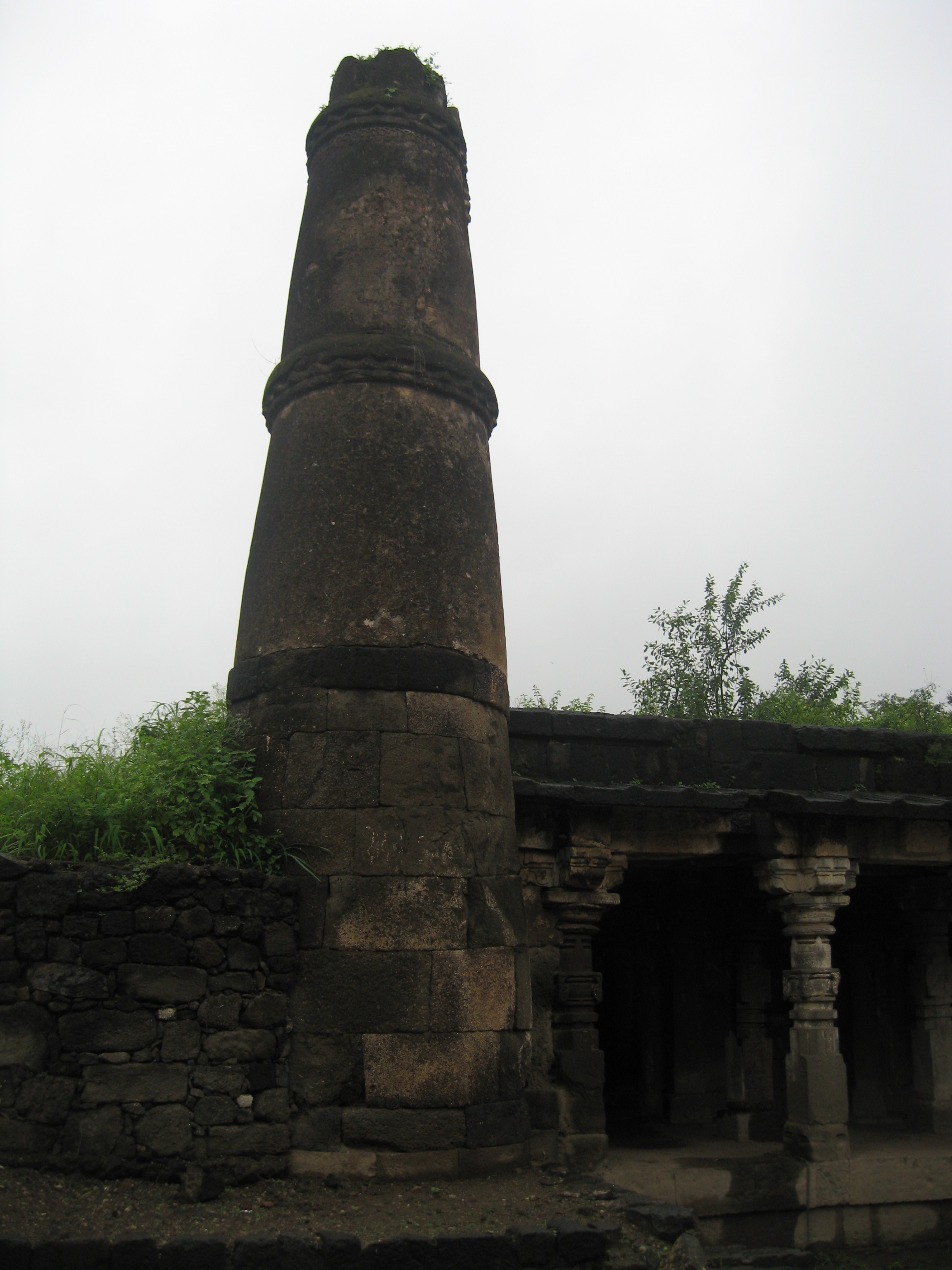
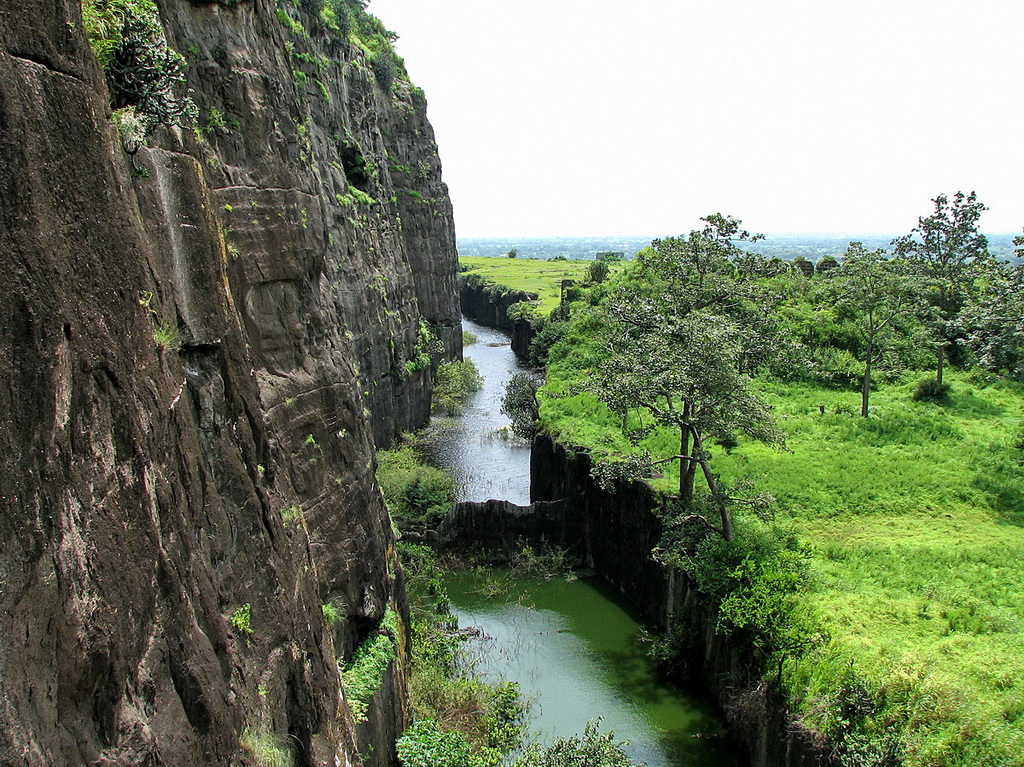
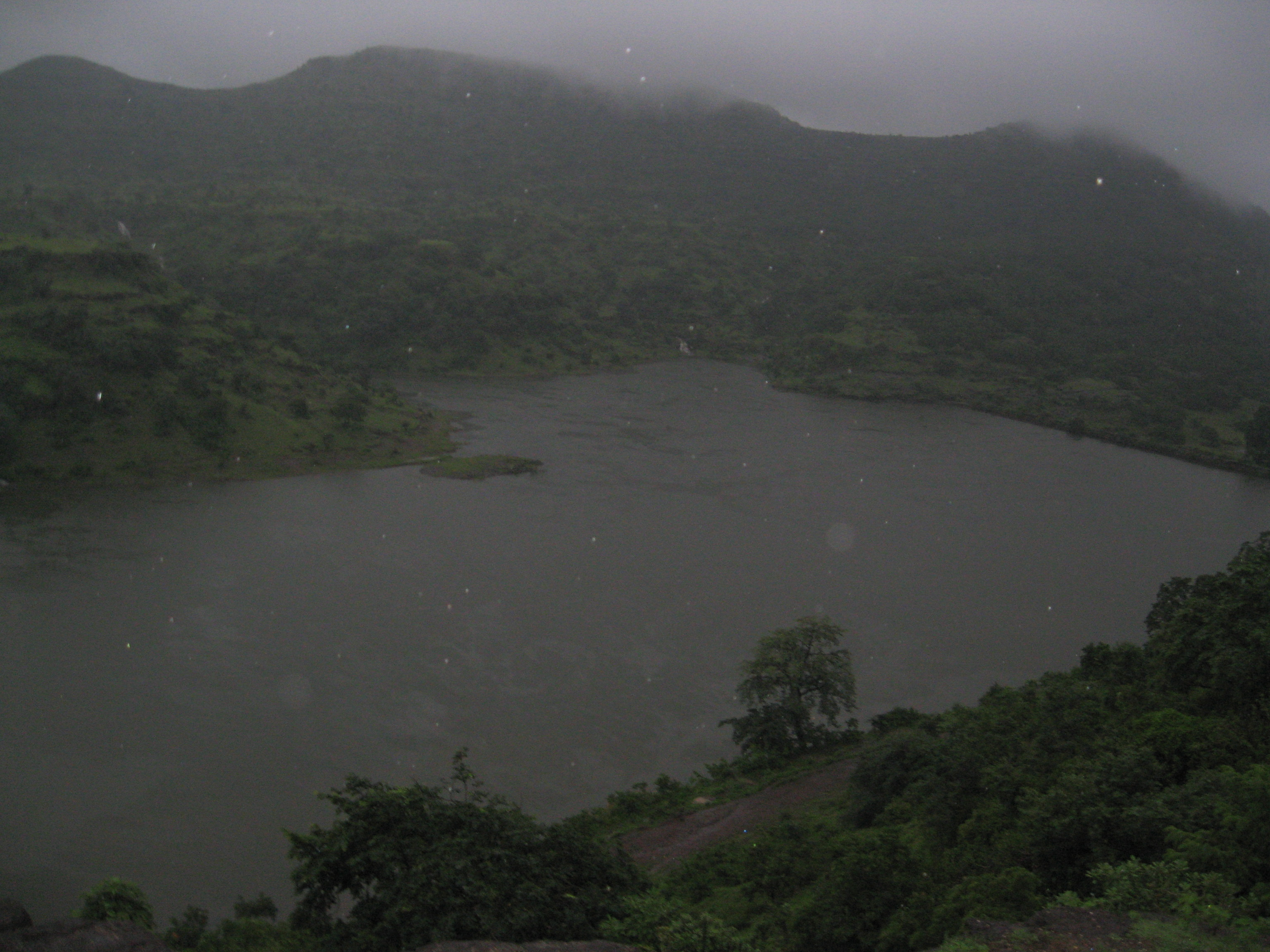
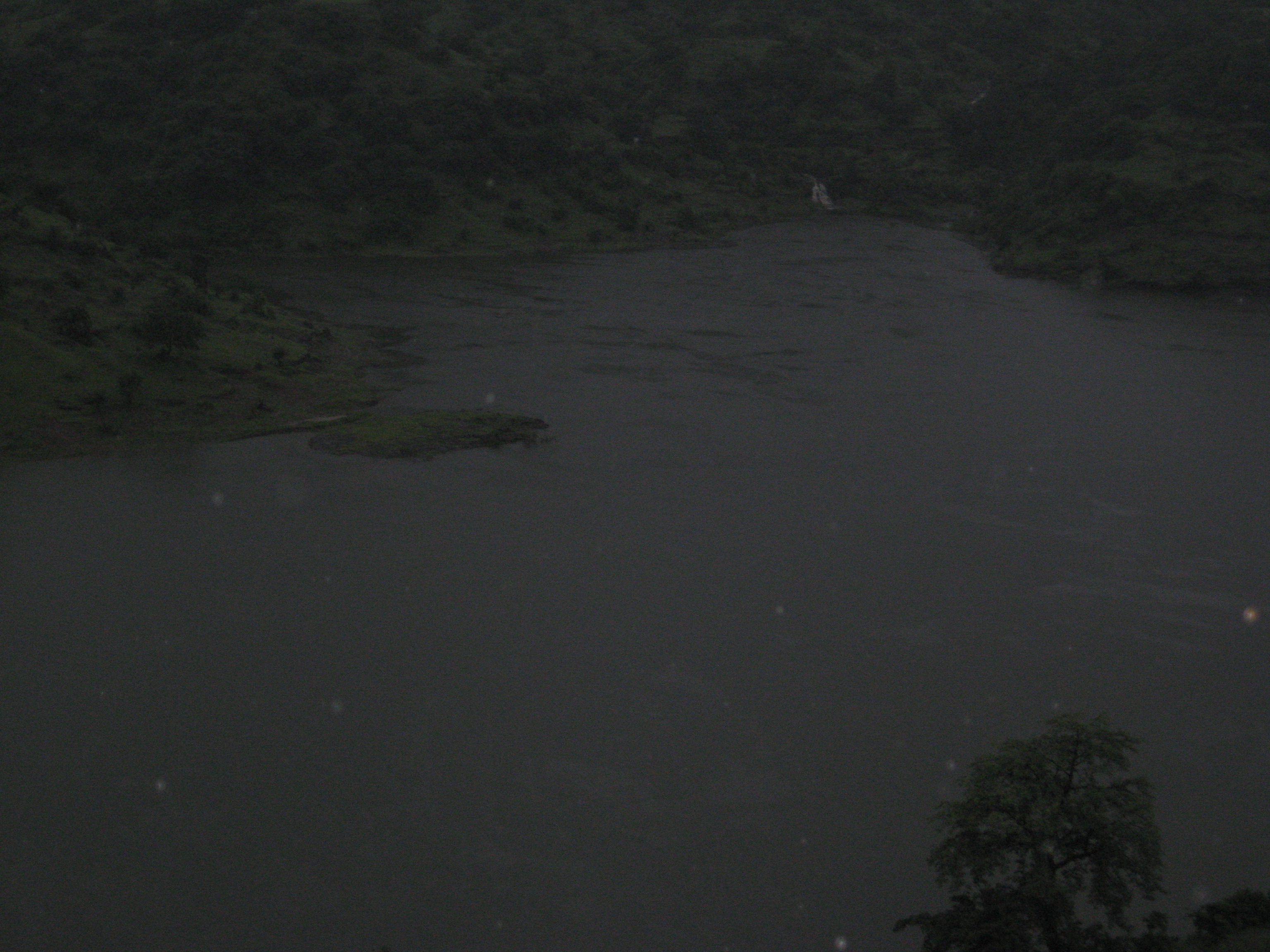
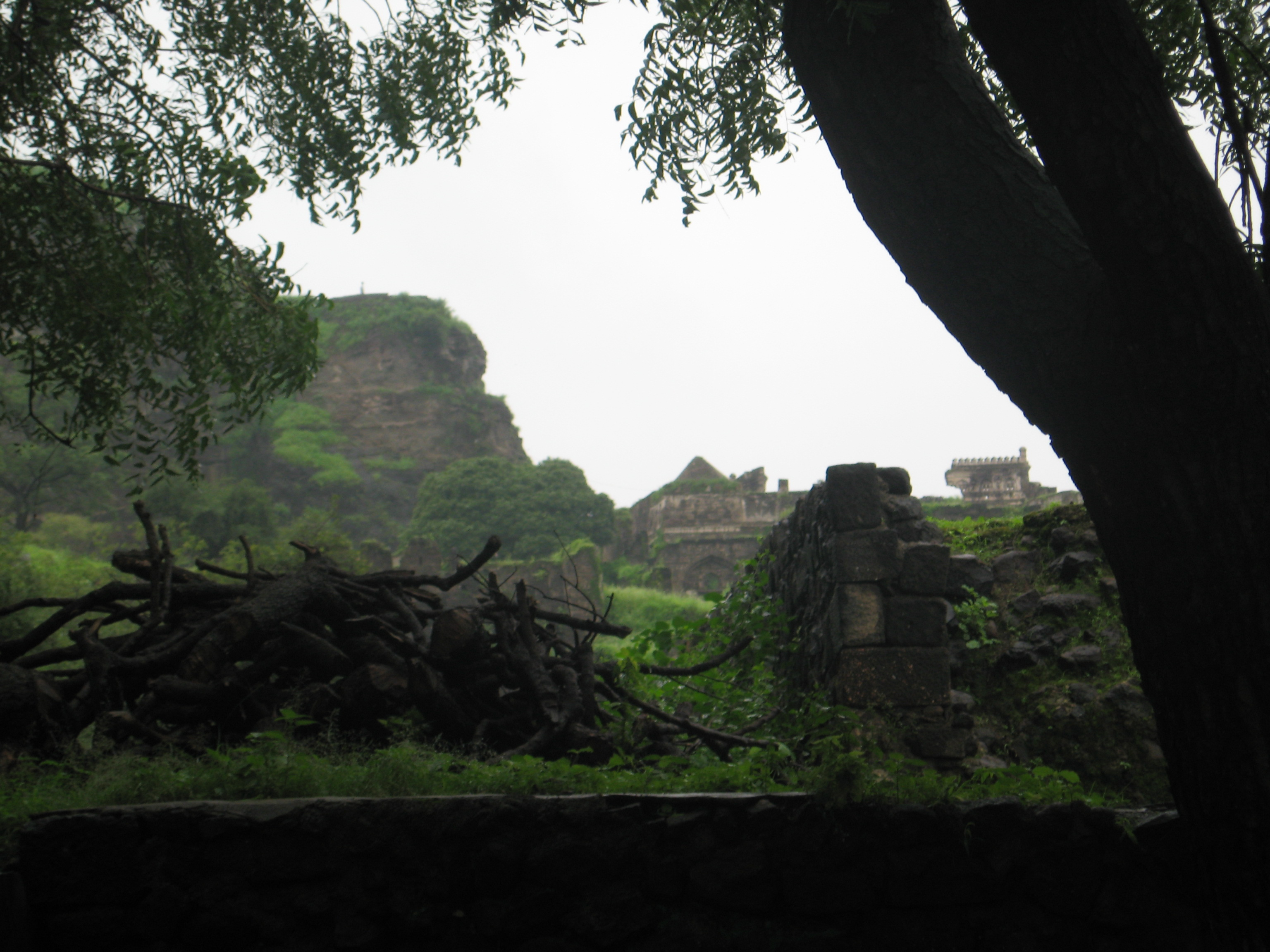
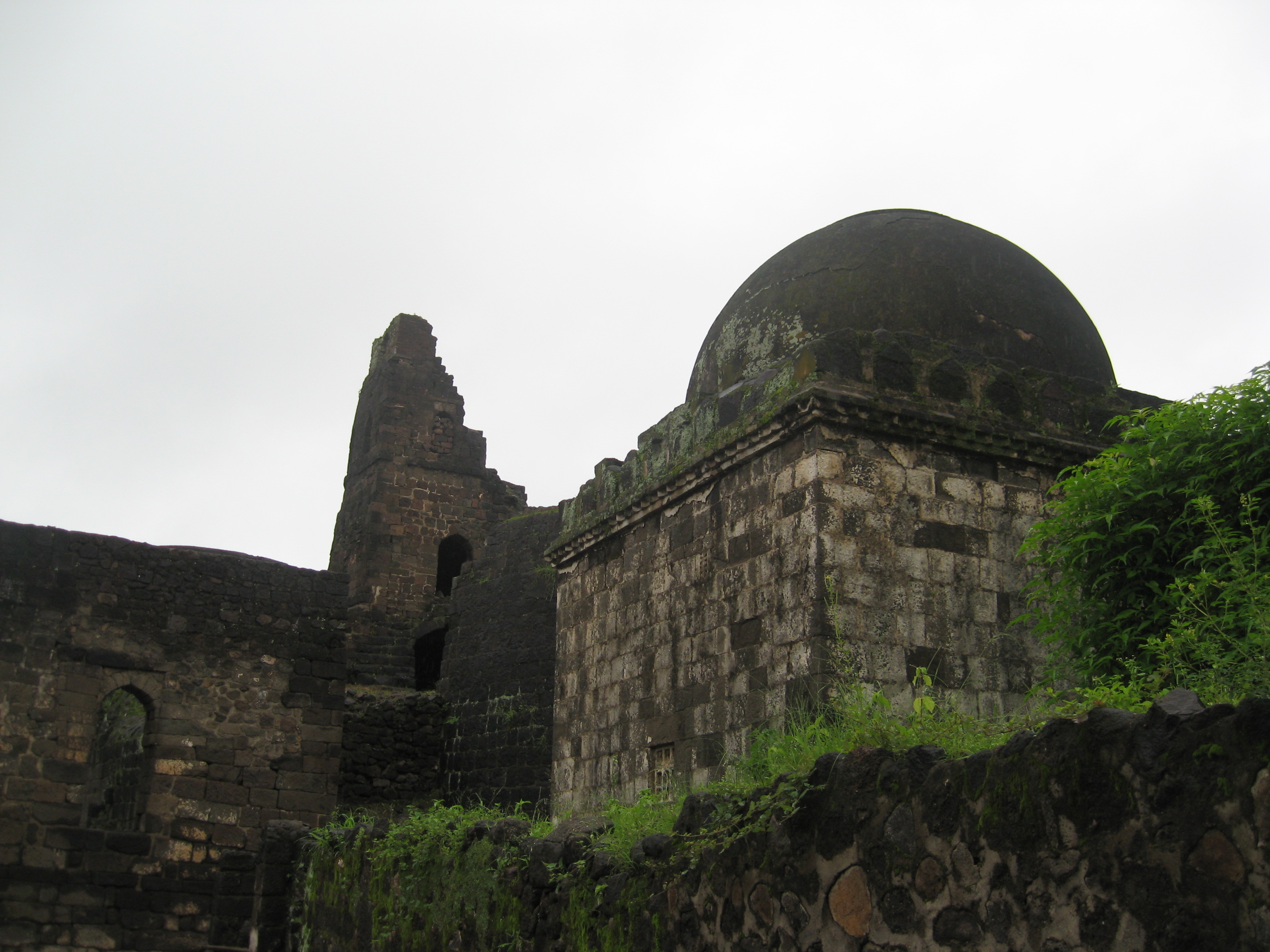
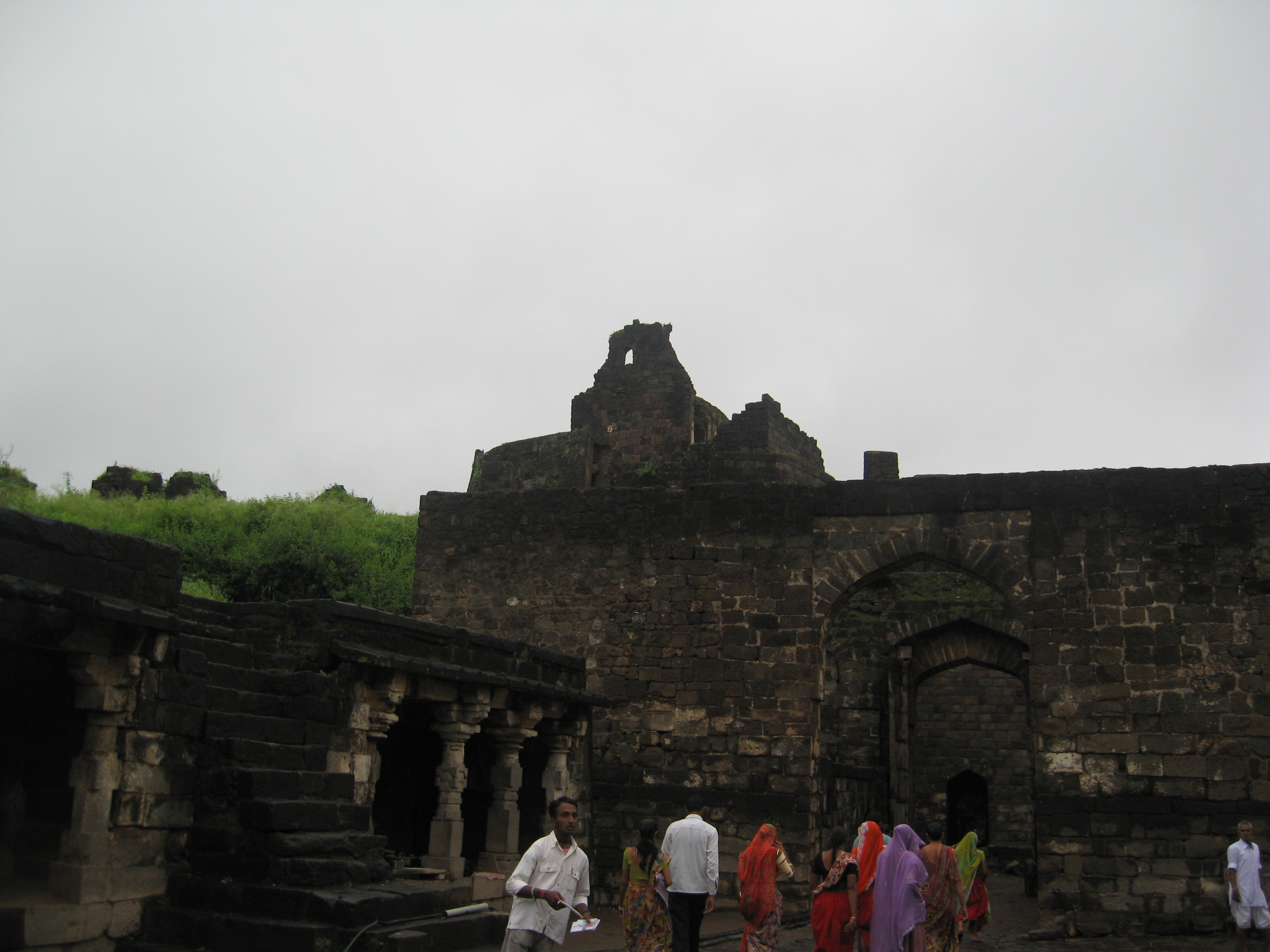
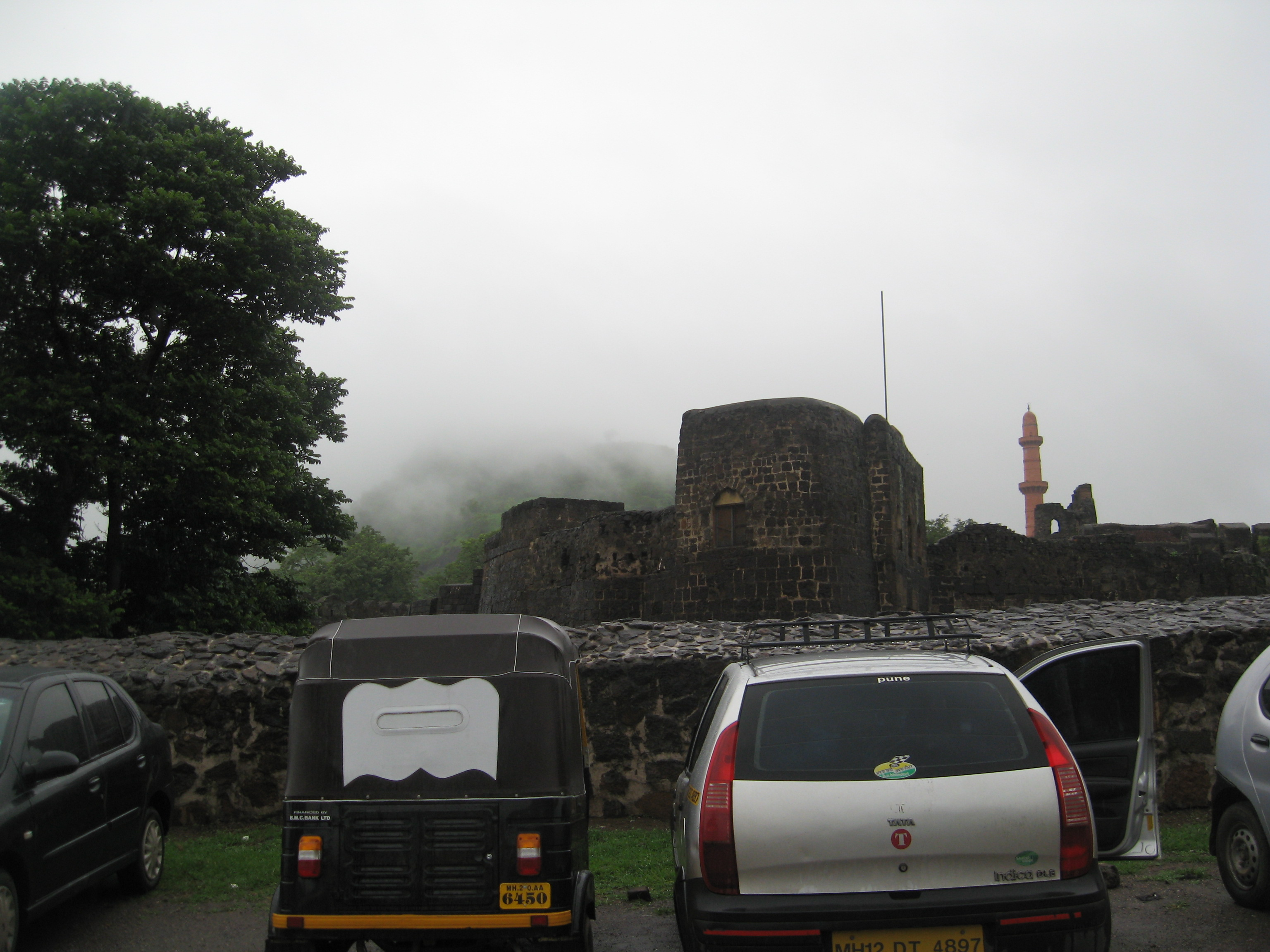
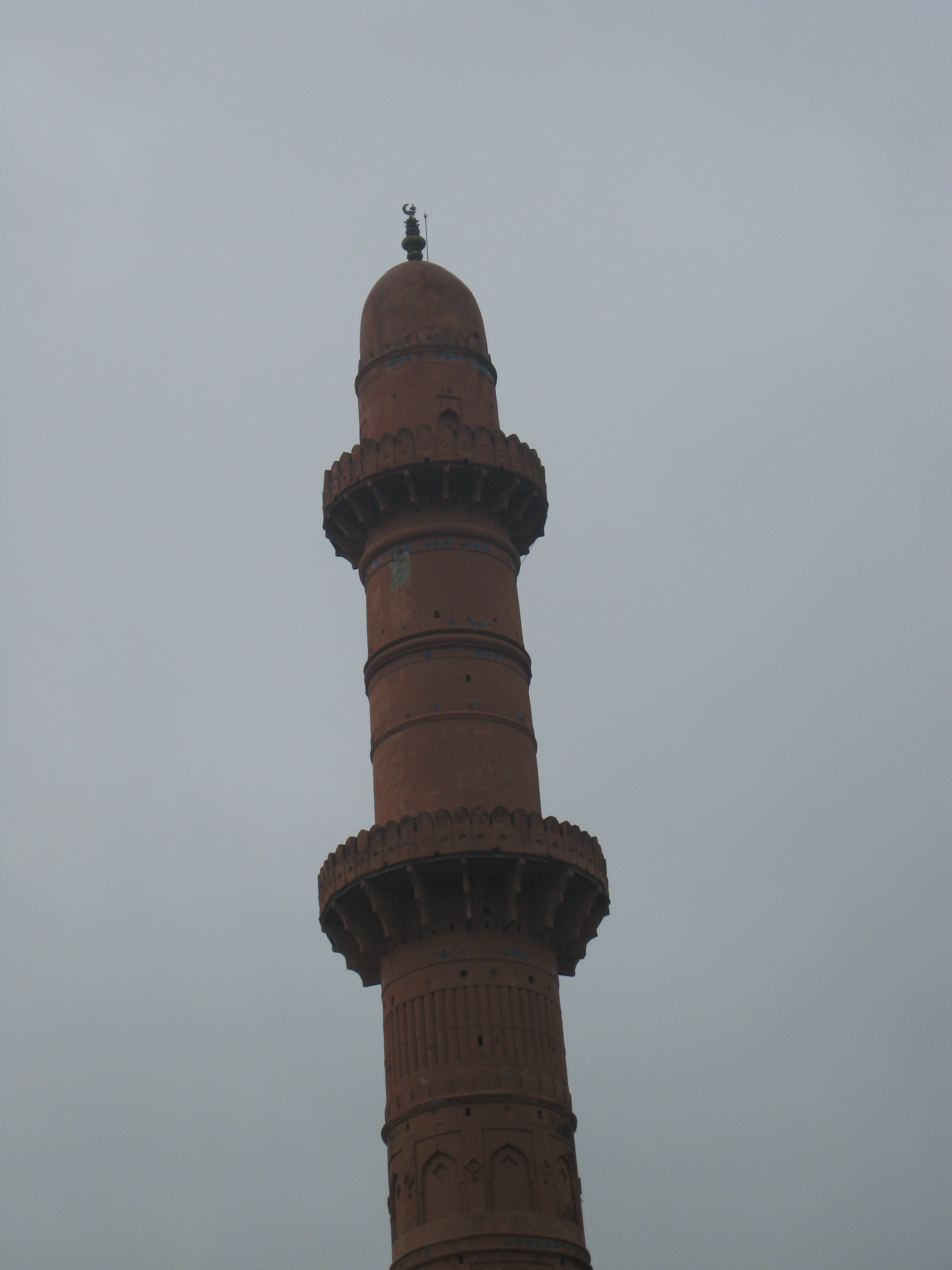
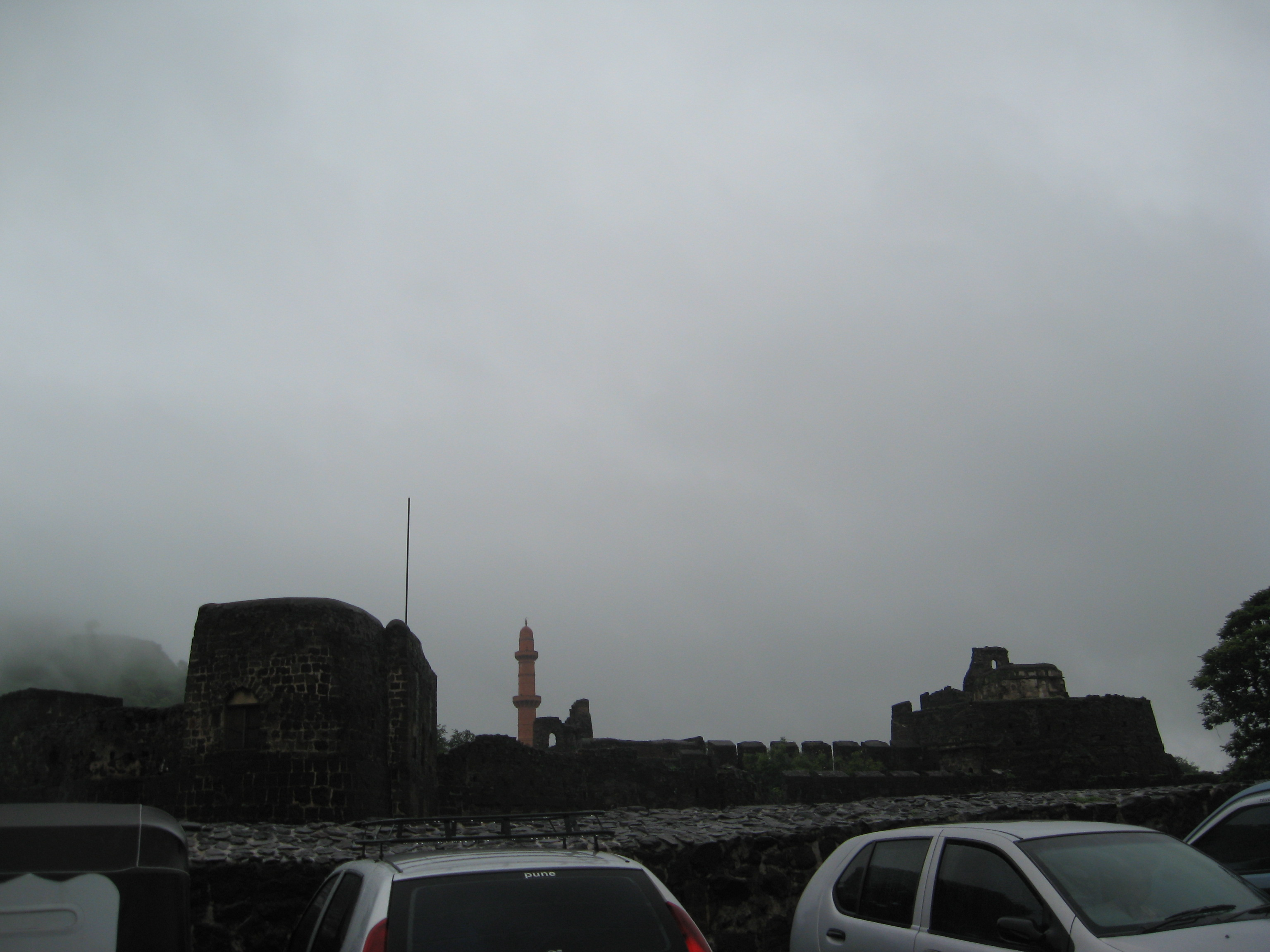
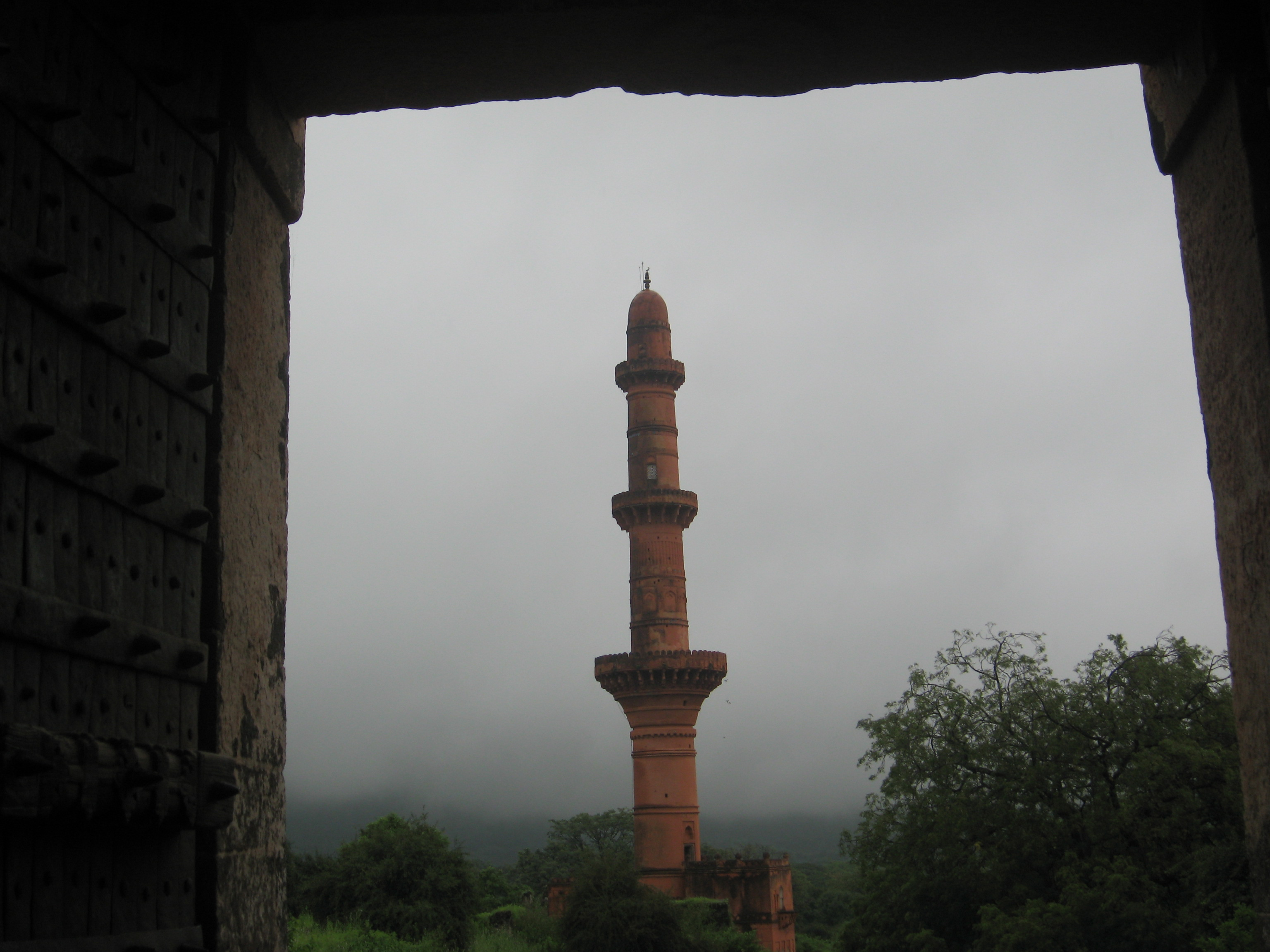
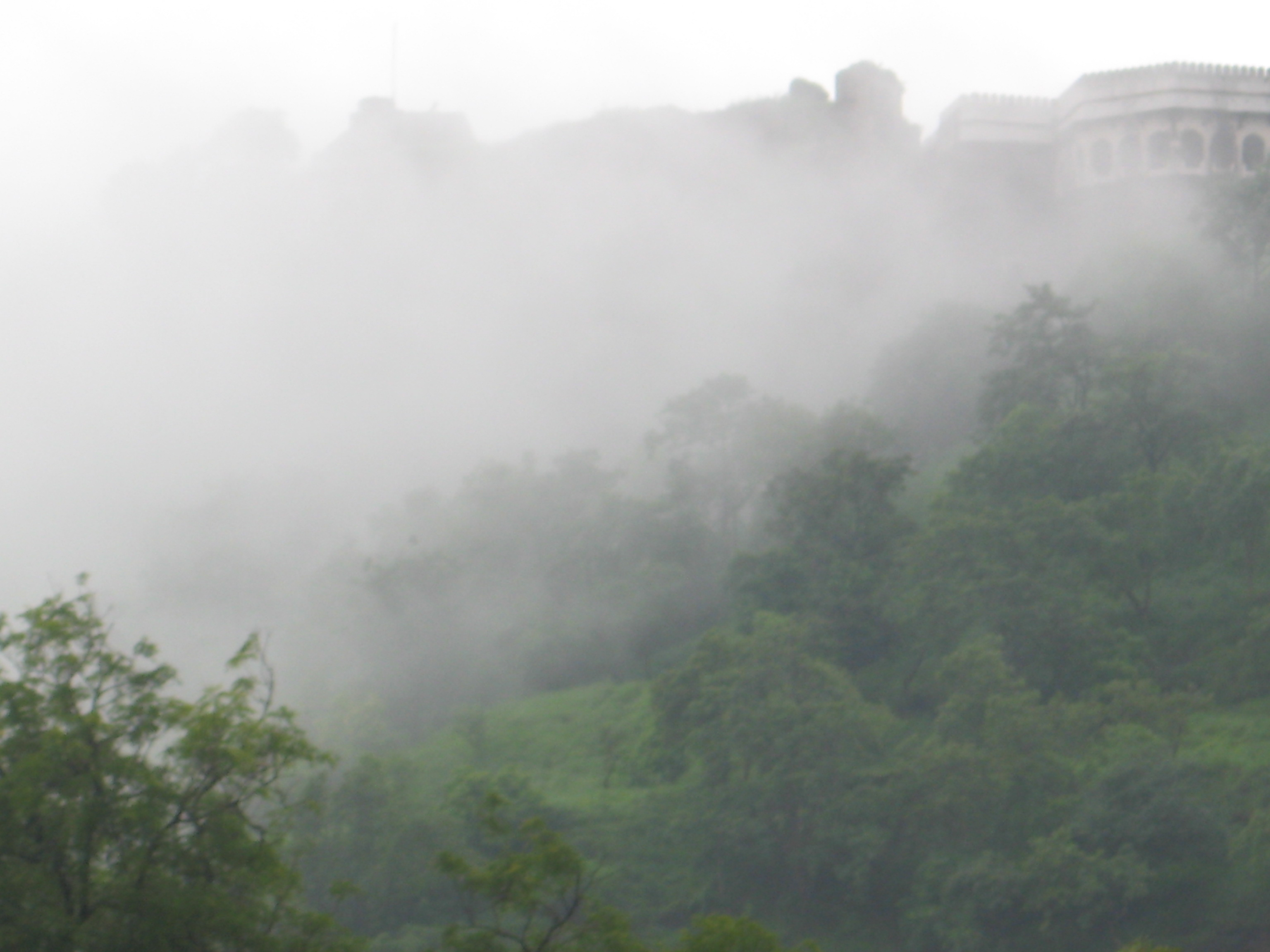
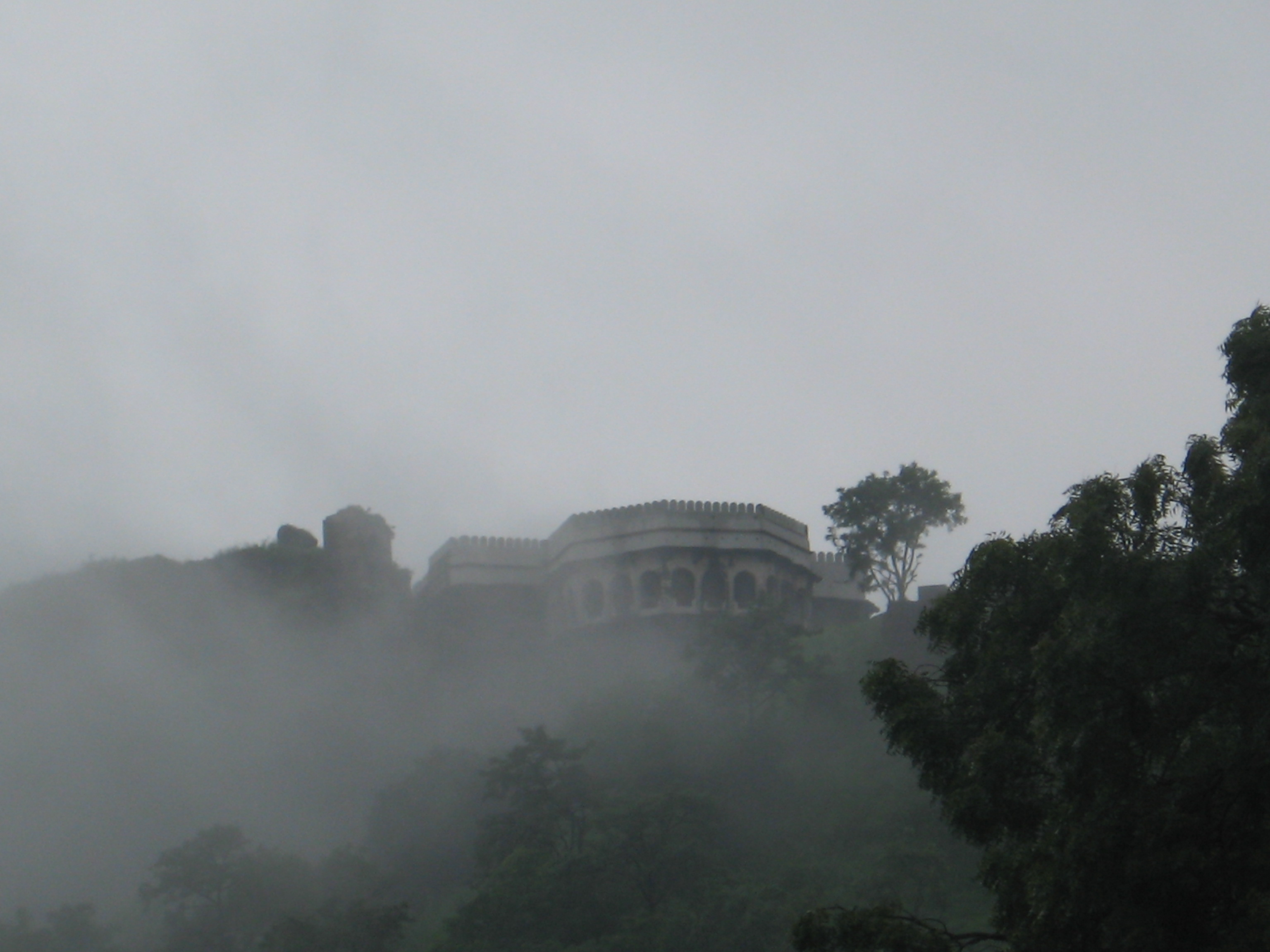
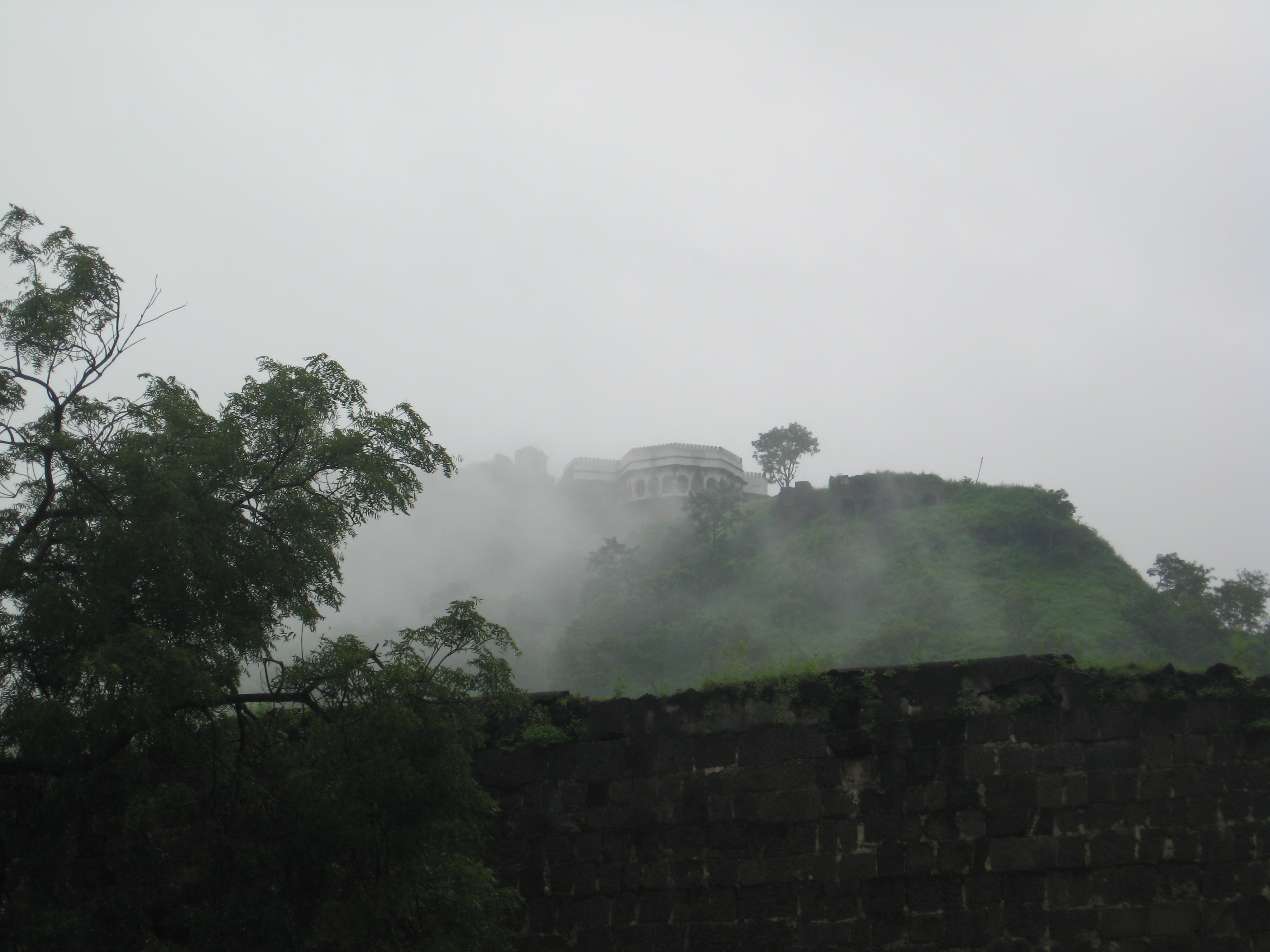
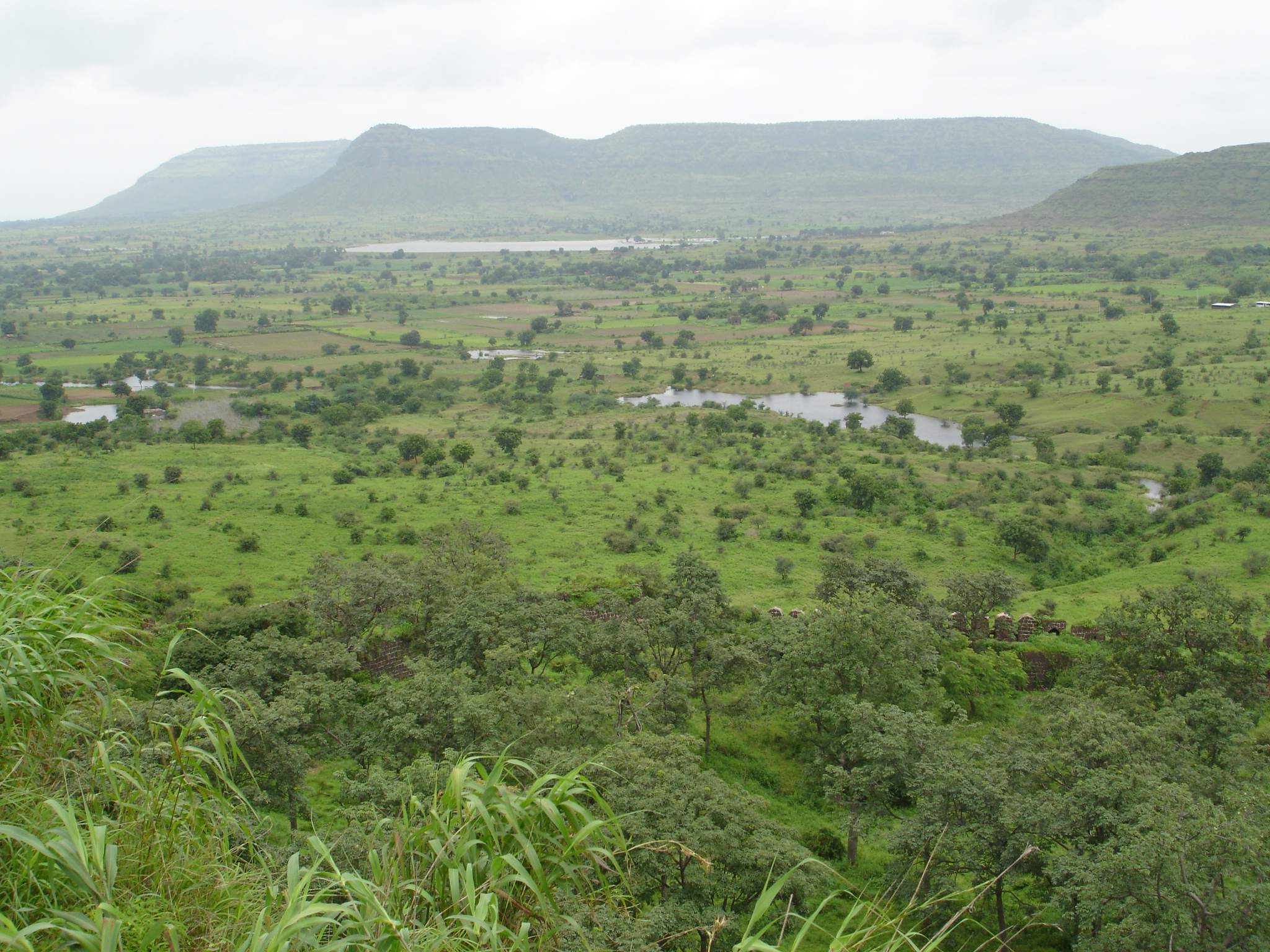
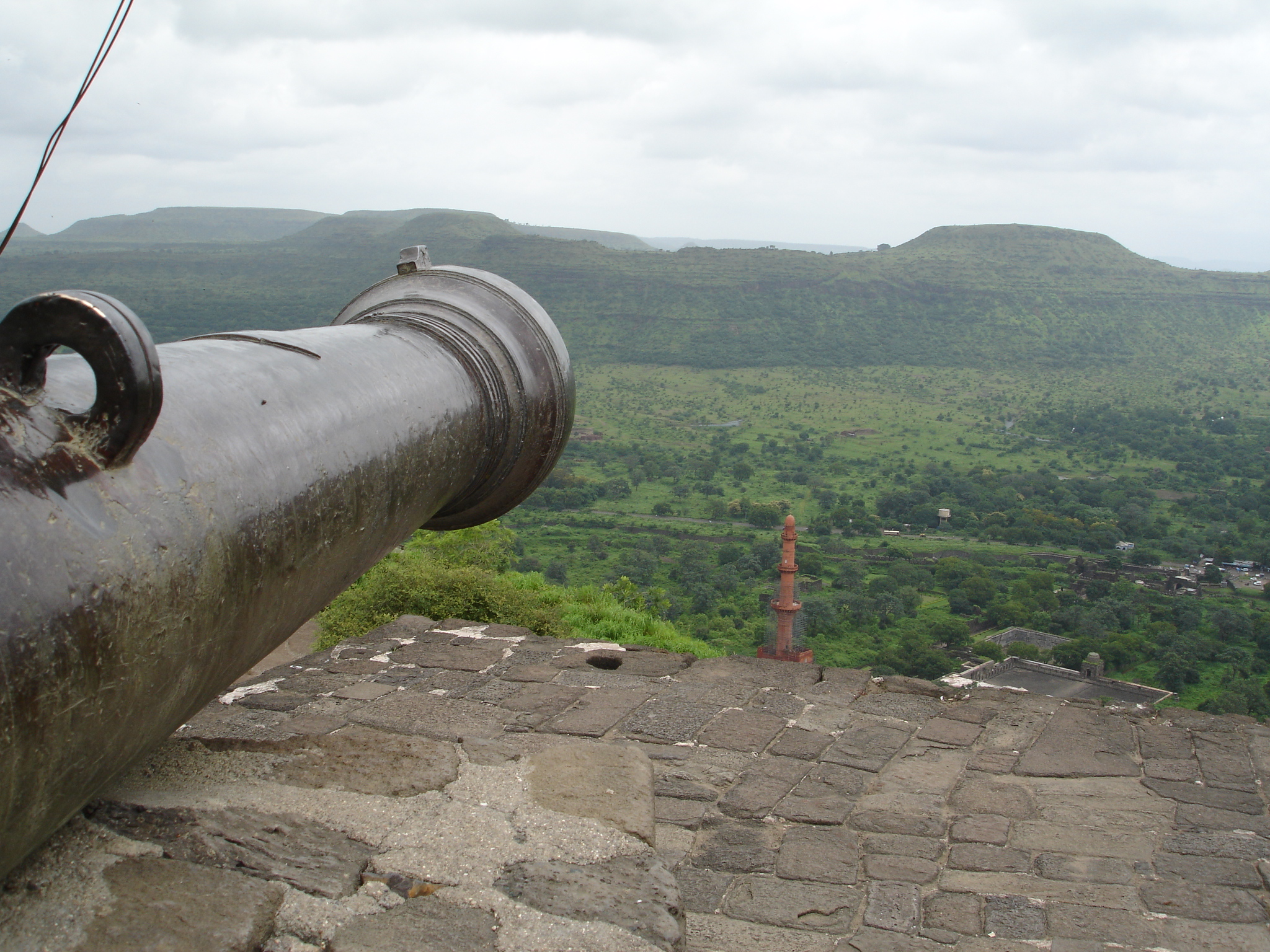
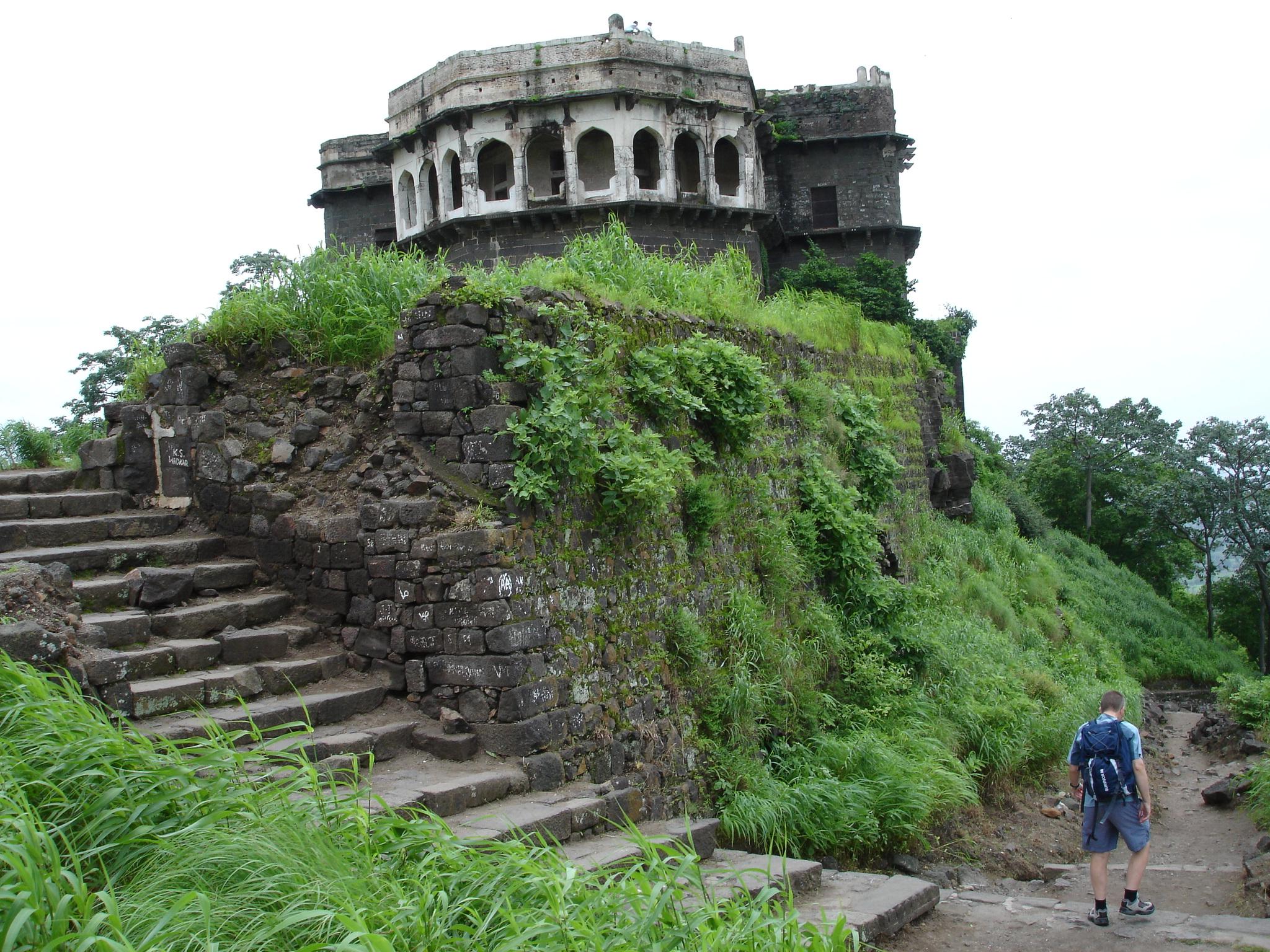
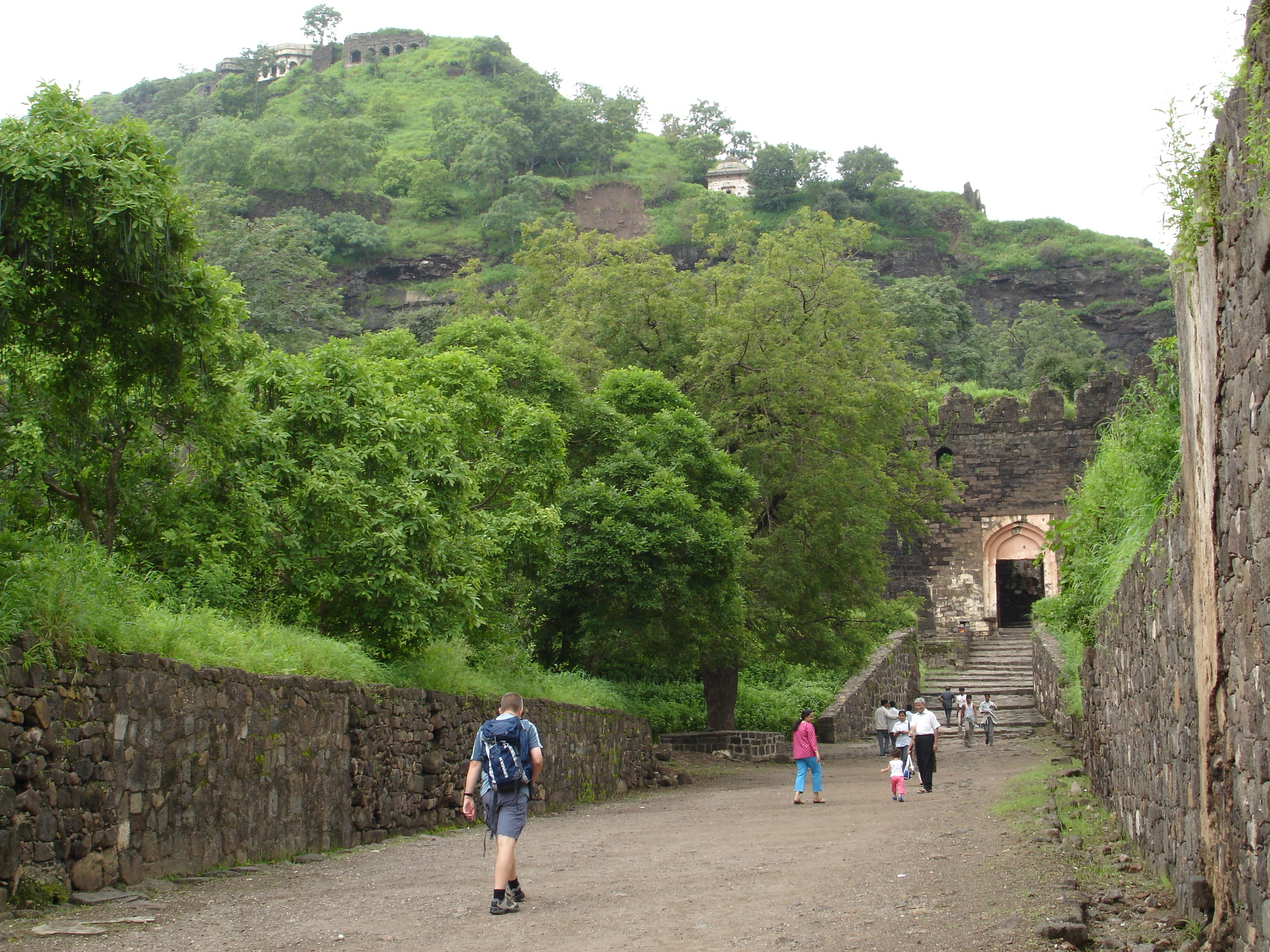